# 塔布仁波切

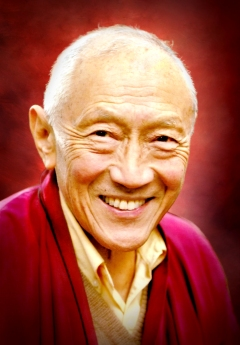
塔布仁波切

塔布（藏語 'དགས་པོ'）仁波切，全稱塔布·洛桑·江白·強巴·嘉措仁波切（1932年2月6日-- ），藏傳佛教格魯派高僧，出生於西藏工布地區，其前世為塔布·江白·倫珠喇嘛（1845-1919），两歲時由第十三世達賴喇嘛認證，屬於馬爾巴、密勒日巴之世係傳承，1960年到法國弘揚佛法，曾在巴黎法國國立東方語言文化學院教授藏語，1973年加入法國國籍，1978年於巴黎大區楓丹白露市東南之沃訥-蕾-薩布隆(Veneux-les-Sablons)鎮建立甘丹林學院，1995年正式成立藏傳佛教僧團，2005年建成愉悦持法寺（ཡིད་དགའ་ཆོས་འཛིན་），弘法活動循序進行，信眾逐漸增多，影響日益擴大。塔布仁波切曾多次受邀在法國電視臺介紹佛學，2023年元月法國國家電視二臺《佛教智慧》節目連續三期播出對其採訪之豐富內容。

## 出版作品
《來自西藏的喇嘛》，Grasset et Fasquelle 出版社，1998, 243 頁, 統一書號 (ISBN 2-246-55131-5)；
《心及其作用》，金剛瑜伽女學院出版社，2002, 102 頁, 統一書號 (ISBN 2-911582-21-7)；
《寧靜心靈》，由Marie Stella Boussemard 從藏語譯成法語，金剛瑜伽女學院出版社，2002, 60 頁, 統一書號 (ISBN 2-911582-13-6)。